# Egidio Arévalo
Egidio Raúl Arévalo Ríos (Paysandú, 1 januari 1982) is een voetballer uit Uruguay die doorgaans als controlerende speelt. Hij debuteerde in 2006 in het Uruguayaans voetbalelftal. Arévalo was actief op het WK 2010, het WK 2014, de Copa América 2007, de Copa América 2011, de Copa América 2015, de Copa América Centenario en de Confederations Cup 2013. Hij was basisspeler in de Uruguayaanse ploeg die in 2011 het toernooi om de Copa América won.

## Erelijst
| Competitie                | Aantal  | Jaren         |         |         |
| Peñarol                   | Peñarol | Peñarol       | Peñarol | Peñarol |
| ------------------------- | ------- | ------------- | ------- | ------- |
| Kampioen Primera División | 1x      | 2009/10       |         |         |
| Tigres UANL               |         |               |         |         |
| Primera División          | 1x      | 2015 Apertura |         |         |
| Uruguay                   |         |               |         |         |
| Copa América              | 1x      | 2011          |         |         |